# Bakonyjákó
Bakonyjákó (deutsch Jaka) ist eine ungarische Gemeinde im Kreis Pápa im Komitat Veszprém. Zur Gemeinde gehört der Ortsteil Járiföld.

## Geografische Lage
Bakonyjákó liegt ungefähr 15 Kilometer südöstlich der Kreisstadt Pápa, an dem Fluss Bittva im Bakonywald. Die höchste Erhebung auf dem Gemeindegebiet ist der 531 Meter hohe Berg Pápavár.
Nachbargemeinden sind Döbrönte, Farkasgyepű, Németbánya und Tapolcafő, ein Ortsteil der Stadt Pápa. Bakonyjákó grenzt außerdem an Nagytevel, Homokbödöge, Bakonybél, Magyarpolány und Ganna.

## Geschichte
Im Jahr 1913 gab es in der damaligen Kleingemeinde 324 Häuser und 1833 Einwohner auf einer Fläche von 5335 Katastraljochen. Sie gehörte zu dieser Zeit zum Bezirk Pápa im Komitat Veszprém.

## Sehenswürdigkeiten
- Dreifaltigkeits-Statue (Szentháromság-szobor)
- Reformierte Kirche, mit separatem Glockenturm (die 110 kg schwere Glocke wurde in Holland gegossen)
- Römisch-katholische Kirche Szentháromság, erbaut 1806–1811 (Spätbarock), restauriert 1990 und 1998

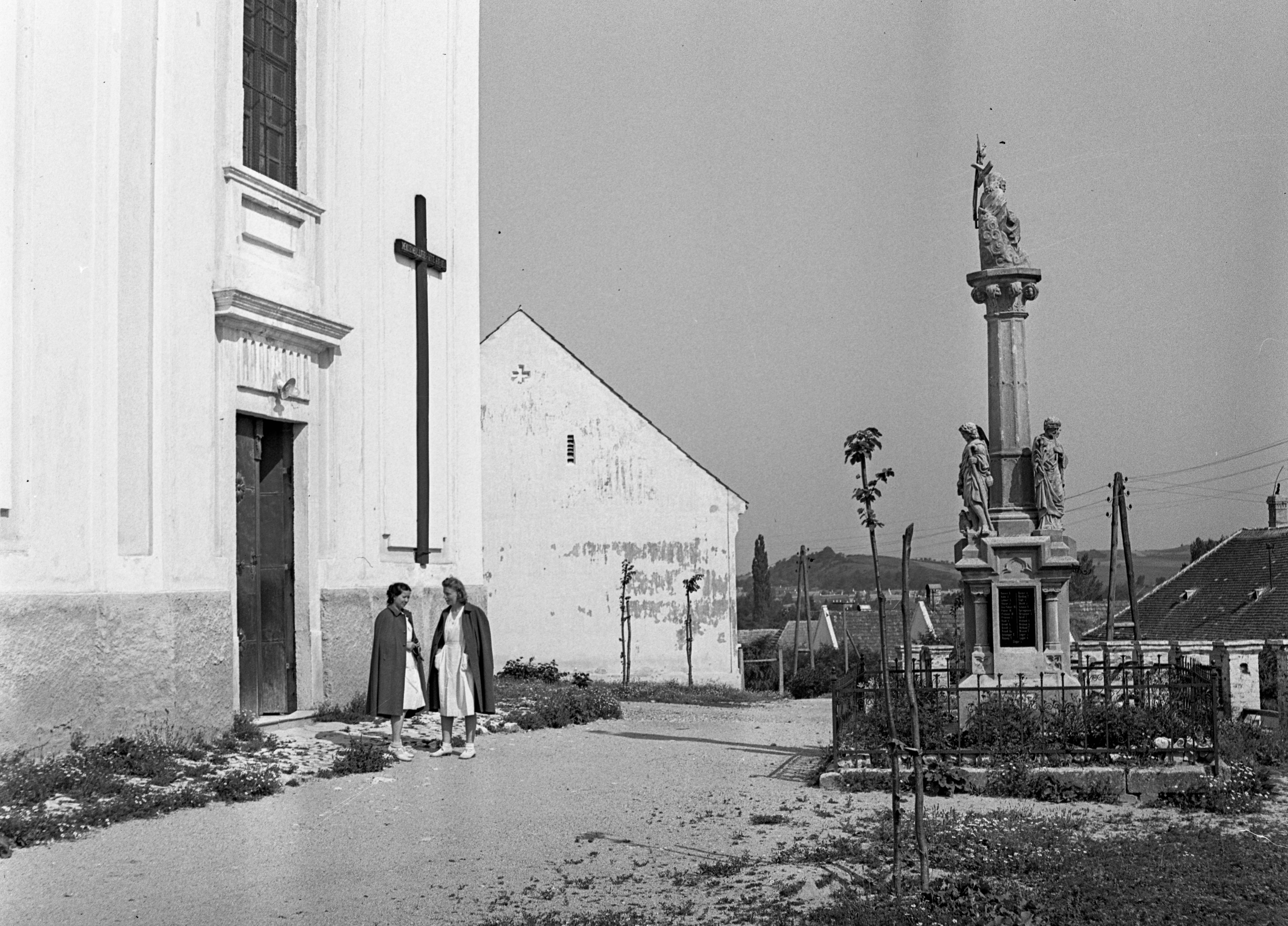
Röm.-kath. Kirche Szentháromság und Dreifaltigkeits-Statue (1943)

## Verkehr
Durch Bakonyjákó verläuft die Hauptstraße Nr. 83, welche von Városlőd über Pápa nach Győr führt. Es bestehen Busverbindungen nach Pápa sowie über Herend nach Veszprém. Der nächstgelegene Bahnhof befindet sich südlich in Városlőd.